# Золотой (пляжный футбольный клуб)
«Золотой» — пляжный футбольный клуб из Санкт-Петербурга. Серебряный призёр Кубка России 2015 и чемпионата России 2016.

## История
Команда появилась в 2012 году. Коллектив друзей заявился на турнир футбола 8х8 «Сетевая лига», который и выиграл. Соучредителями команды были Василий Васильев, владелец ювелирной сети «Золотой» Алексей Феликсов и Роман Забелин. Команда стала играть в турнирах разного формата — 8х8, 7х7, мини-футбол.
В сезоне 2014/15 команда заняла второе место в чемпионате Санкт-Петербурга по пляжному футболу в закрытых помещениях. В Кубке России 2015 года «Золотой» на первом этапе занял первое место в группе «B», на втором этапе — второе место в своей группе и уступил в финале плей-офф «Кристаллу». В Кубке России 2016 года команда проиграла в четвертьфинале новосибирскому «Джокеру». В чемпионате России 2016 года заняла второе место.